# ギリシャ国鉄AA.6451形気動車

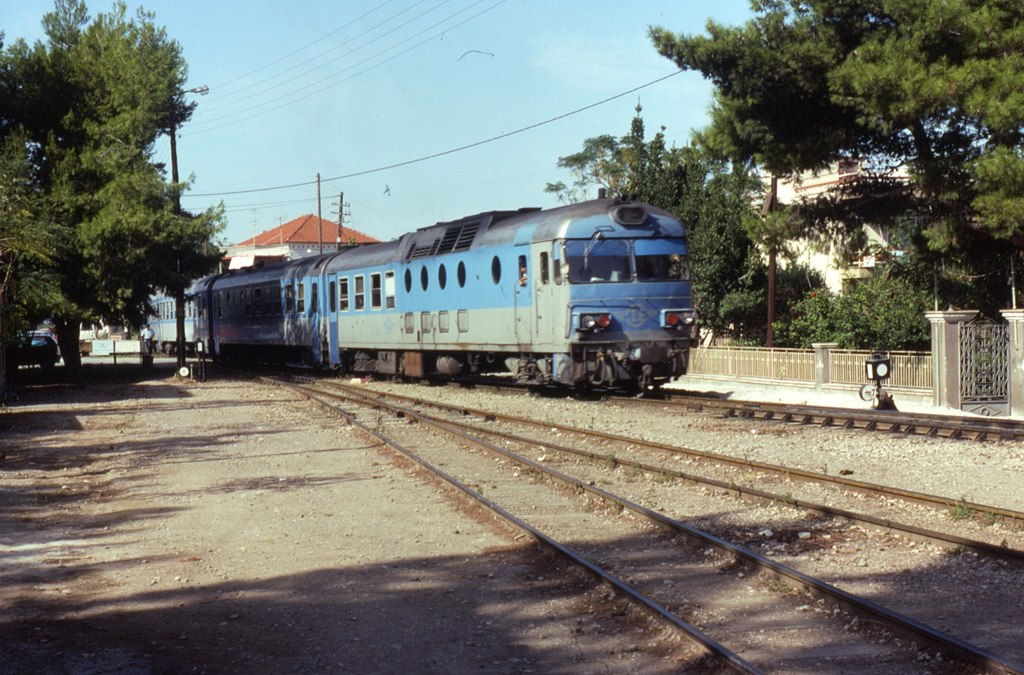
AA.6454号機による列車、ディアコプト駅、1992年

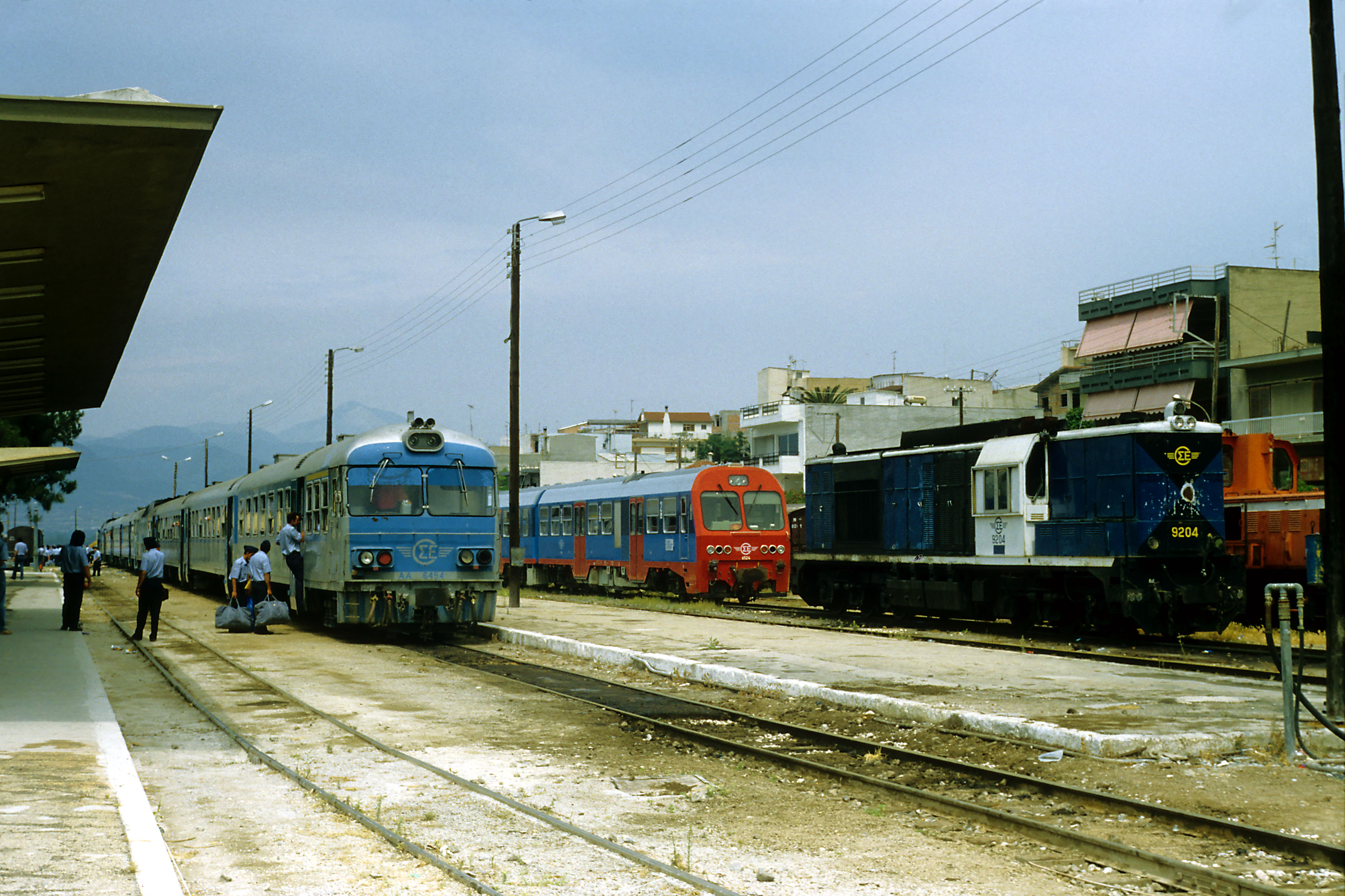
AA.6454号機ともう1編成の重連（左端）、コリントス駅、1992年

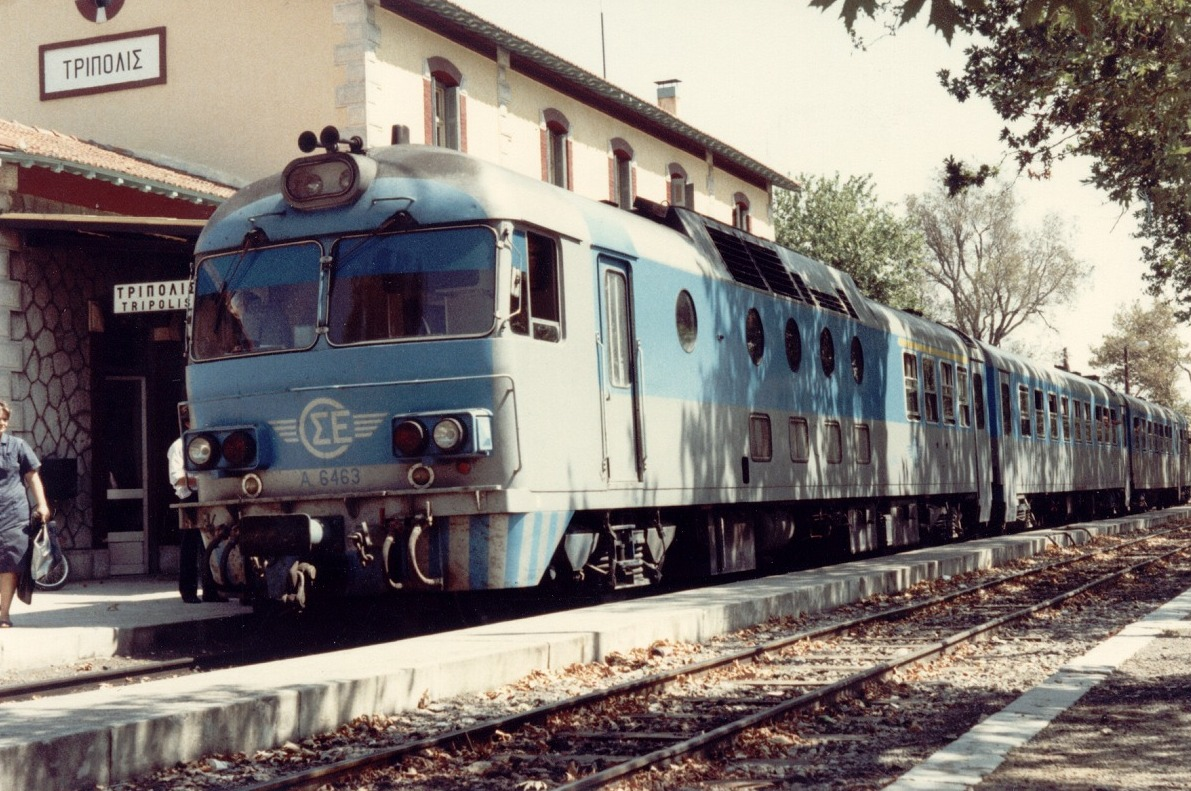
ローカル用のA.6463号機、片側先頭の動力車車体内にディーゼルエンジンを搭載している、トリポリス駅、1988年

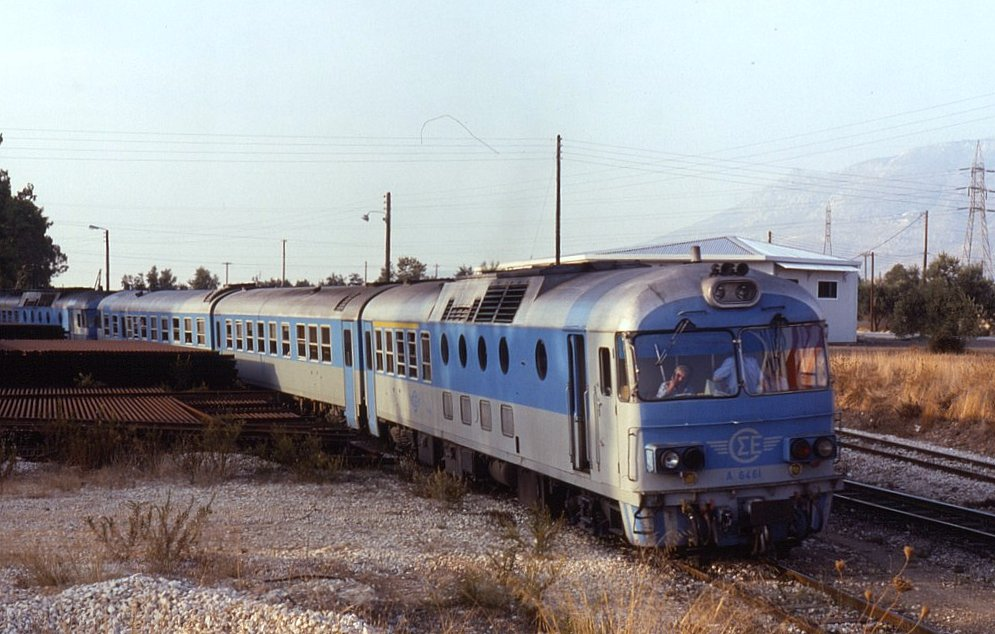
A.6461号機とA.6464号機の重連によでアテネの外港ピレウスとペロポネソス半島のカラマタの間を結ぶ長距離列車、1992年

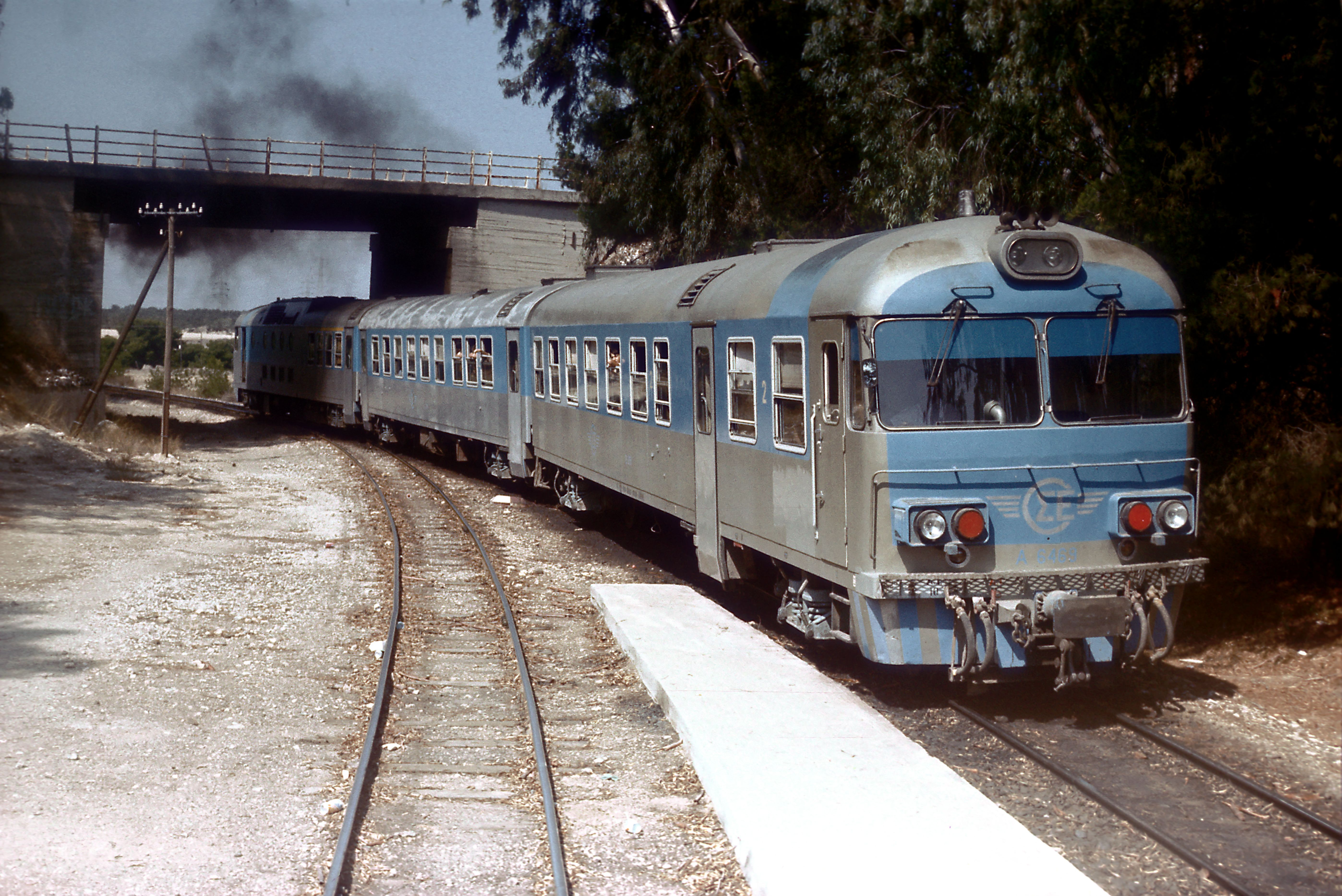
A.6469号機、制御車の前面も動力車と同一スタイル、1990年

ギリシャ国鉄AA.6451形気動車(ギリシャこくてつAA.6451がたきどうしゃ)は、ギリシャのギリシャ国鉄 （el:Οργανισμός Σιδηροδρόμων Ελλάδος）で使用されていた都市間列車用気動車である。なお、本項ではAA.6451形を4両編成から3両編成としたローカル列車用準同型機であるA.6461形についても記述する。

## 概要
ギリシャ国内の主要鉄道路線を運行するギリシャ国鉄は1435mm軌間の標準軌路線と、ペロポネソス半島を中心に敷設された1000mm軌間の狭軌路線で主に構成されており、2007年時点では標準軌路線1665kmと1000mm軌間の路線725kmほかを有しているが、 その多くが非電化路線であり、1960-70年代まで無煙化が進められている状況であった。こうした中、ギリシャ国鉄では国内の中長距離列車を気動車化することを計画し、その機材を標準軌用と狭軌路線用とで共通設計とした固定編成の気動車を導入することとなり、標準軌用3両固定編成のAA.91形と共にハンガリーのガンツ・マーバクに発注された狭軌用の4両固定編成の機体が本項で記述する、1976年製のAA.6451形であり、こ れを3両固定編成としたローカル列車用の機体が1986年製のA.6461形である。本形式を受注したハンガリーのガンツは、1930年代より機械式および電気式の 気動車の生産を手掛けており、鉄道車両部門が1959年にマーバクと統合してガンツ・マーバクとなったあとも旧ソ連、東欧、南米、中東、北アフリカなどに長距離優等列車用からローカル列車用までの各種用途の気動車を納入し、1950年代には液体式（流体式）気動車もそのラインナップに加えるなど、多くの実績を有しており、本形式も、客車編成の一端もしくは両端に機関車に近い設計の動力車を配する同 社の固定編成気動車シリーズの一連の流れのなかで設計された機体となっている。また、本形式と標準軌のAA.91形は主機と液体変速機、電源供給用発電機 ほか走行機器類が同一であるほか、前面デザインと車体長が大きく異なる以外は車体内外も共通設計となっており、台車はガンツ・マーバク製鉄道車両標準シリーズのものを採用するなど標準化が進められていることが特徴となっている。
本形式はピレウス - アテネ - カラマタ間をはじめとする中長距離列車での運用を想定しており、リクライニングシートを装備した1等室とボックスシートの2等室と荷物室のほか、軽食や飲み物を提供するビュッフェを備えていることが特徴 で、AA.6451形は編成の一端に運転室、荷物室、機械室と2等室を配置した動力車とビュッフェ付2等車、2 等車、1等/2等室と運転室を配置した制御車の4両固定編成で車軸配置Bo'2'+2'2'+2'2'+2'2'、A.6461形は同じく運転室 と荷物室、機械室、1等室を配置した動力車とビュッフェ付2等車1両、2等室と運転室を配置した制御車の3両固定編成で車軸配置 Bo'2'+2'2'+2'2'となっている。走行装置として定格出力839kWのディーゼルエンジン1基と充排油式液体変速機1基を動力車の車体内中央に搭載して先頭側の台車2軸を駆動してお り、これにより最高速度100km/hの性能を有しているほか、補助電源用として75kVAの出力を持つディーゼル発電機1基を中間車の床下に搭載してい る。

## 仕様

### 車体
- 車体は両先頭車は片運転台式、中間車は客車スタイルで、動力車を含め編成でデザインが統一された形態の軽量構造の鋼製車体となっている。正面は当時ハンガリー国鉄向けに製造されていたMDmot形気動車と同一デザインのもので、丸みを帯びた形態に大型の2枚窓と上部および下部左右の大型のライトケースが特徴のものとなっており、上部のものには丸型の前照灯が、下部左右のものには同じく丸型の前照灯と標識灯が配されており、さらにその下部に小型の丸型標識灯が埋込式に配置されている。連結器は車体取付のねじ式連結器で緩衝器が中央、フック・リングがその下部にあるタイプであり、その周囲に制御用の電気連結器と空気ブレーキ用のブレーキ管が設置されているほか、車体の前面下部にはスカートが設置されている。
- 車体内各室の配置は、動力車が運転室、荷物室、機器室、トイレ、2等室、乗降デッキの配置、その次位の中間車は乗降デッキ、2等室、ビュッフェ、トイレを配した乗降デッキ、さらに次位の中間車は乗降デッキ、2等室、トイレ2箇所を配した乗降デッキ、制御車は2等室、トイレを配した乗降デッキ、1等室、運転室の構成となっており、窓扉配置は動力車が1d143D（運転室窓-荷物室扉-荷物室窓-機械室窓-2等室窓-乗降扉）の配置、次位の中間車はD63D（乗降扉-2等室窓-ビュッフェ窓-乗降扉）、さらに次位の中間車はD91D（乗降扉-2等室窓-トイレ窓-乗降扉）、先頭車は8D3d1（2等室窓-乗降扉-1等室窓-運転室扉-運転室窓）の配置となっており、客室およびビュッフェのテーブル側の窓は大型の上段下降・下段固定式2段窓、トイレ窓は狭幅ながら同構造の2段窓で、機械室、荷物室窓とビュッフェのキッチン側の窓がガンツ製の鉄道車両に事例の多い円形窓となっていることが特徴となっている。乗降扉は片開式の空気動式プラグドアとなっており、乗降口には2段のステップが設置されている。
- 座席は1等室、2等室とも2+2列の配置で、1等室のものは回転式リクライニングシート、2等室のものはボックス式の固定式クロスシートとなっており、1等室は3列の配置、2等室は動力車に3ボックス、次位の中間車に6ボックス、その次位の中間車に9ボックス、制御車に6.5ボックスが設置され、座席定員は1等12名、2等196名となっている。また、1等質座席にはで背摺背面に折畳式テーブルを装備しているほか、荷棚下部に読書灯が設置されている。室内は側壁面と妻面が薄茶色、天井が白で、座席のクッションは茶色のビニールクロス貼りとなっており、室内灯としてカバー付の蛍光灯が天井中央に1列に配置されている。
- 動力車次位の中間車は半室がビュッフェとなっており、片側をカウンター付のキッチンスペース、もう片側を壁側にも長手で幅狭のカウンターを設置した飲食スペースとなっている。キッチン内にはガスコンロ、オーブン、給湯器、コーヒーメーカー、シンク、キャビネット、電気式冷蔵庫および冷蔵ケースが装備されており、ビュッフェカウンターでの軽食や飲み物の提供のほか、各座席への配膳も可能な調理能力を有している。
- 運転室は右側運転台で反運転台側の左側にのみ乗務員室扉が設置されており、運断代はデスクタイプで右側に縦型 のマスターコントローラーおよびブレーキハンドルが、左側に変速レバーと逆転器レバーが設置され、その間に計器類およびスイッチ類が、運転室横の窓にはバックミラーが設置されている。
- 屋根上は動力車の機器室部に大型のラジエターおよび煙突が設置されるほか、各車に搭載されている換気装置のルーバーが設けられている。
- 塗装は、車体は明灰色をベースに側面窓回りと乗降扉、正面を青として、正面下部中央と側面下部中央に白のギリシャ国鉄のマークを入れたものとなり、屋根および屋根上機器は銀灰色、台車は青、スカートは明灰色と青のゼブラ塗装、床下機器が濃灰色となっている。

### 走行装置
- 本機は主機としてSEMT-Pielstick[5]のPA4-185をガンツ・マーバグがライセンス生産したV型8気筒4ストロークのディーゼルエンジンを1基主機室内床上に搭載し、そこに直結されるVoith[6]製の充排油式で2組のトルクコンバーターを組込み、ダイナミックブレーキ機能を有する変速2段式のVOITH L520 r液体変速機と逆転器によって動力車の先頭側の2軸駆動式動台車を駆動するもので、主機および液体変速機用のラジエターは機器室上部の屋根上に搭載されており、主機からの動力により冷却ファンを駆動している。なお、主機は定格出力839kW/1500rpm、排気量は45.2lであり、これらの動力系は標準軌用のAA.91形と共通のものとなっている。
- 編成中で使用される電力は主機とは別の独立したディーゼル発電機により供給する方式としており、ビュッフェ付中間車の床下に出力３相380Vおよび220V、75kVAの発電機と直流電源用の整流装置を搭載している。発電用のディーゼルエンジンはMANの直列6気筒4ストロークのD 2156 HM 6UをハンガリーのRÁBA[7]がライセンス生産したもので、排気量10.3l、定格出力110kW/1800rpm、圧縮比17となっており、発電機出力はDC110Vの蓄電池の充電、灯火類、キッチンの調理器具類、暖房および換気装置、その他補機類の駆動に使用される。
- 台車はガンツ・マーバク製鉄道車両標準シリーズのうち、気動車用の動台車と従台車を使用している。この台車はＬ形軸梁式の軸箱支持方式を採用したことと、枕ばねの積層ゴム部分によって台車の回転方向の変位を吸収し、積層ゴム式の牽引装置で牽引力を伝達するボルスタレス台車となっていることが特徴となっている。動台車、従台車とも軸距は2400mm、車輪径860mmのプレス鋼板溶接組立式で、枕ばねは並列のコイルばねとオイルダンパの上部に積層ゴムを直列に配置したもの、軸ばねはコイルばねが台車枠上部に水平のレール方向に配置され、三角形状の軸梁を台車枠端部と軸箱を下部の2頂点、軸ばね支持部を上部の1頂点とする配置にすることで台車枠の前後方向の長さを約2000mmに抑えることで小型軽量化を図っており、台車重量は動台車で6600kg、従台車で4800kgとなっている。動台車は2軸駆動式で中間減速機と終減速機を各軸に吊掛式に装荷しており、台車枠の中梁は推進軸を上部に避ける形状となっている。また、基礎ブレーキ装置は片押式の踏面ブレーキでブレーキシリンダは車体装荷、動台車の各軸には砂箱と 砂撒き装置を装備している。
- ブレーキ装置として自動空気ブレーキと手ブレーキを装備するほか、液体変速機によるコンバータブレーキ機能を有しており、補機として主機駆動で2段式、容量1440l/min（1500rpm時）のVV 230/180 N空気圧縮機を1基搭載している。

### 主要諸元
- 軌間：1000mm
- 動力方式：ディーゼルエンジンによる液体式
- 軸配置：Bo'2'+2'2'+2'2'+2'2'
- 最大寸法：全長77280mm、全幅2700mm、全高3950mm
- 軸距：2400mm（動台車、従台車とも）
- 車輪径：860mm（動輪、従輪とも）
- 自重：149t
- 最大軸重：12t
- 定員：1等座席12名、2等座席196名
- 走行装置
  - 主機：GANZ-MÁVAG製V型8気筒SEMT-Pielstick PA4-185×1基（定格出力：839kW/1500rpm、ボア185mm×ストローク210mm、排気量45.2l、圧縮比13.5、定格燃料消費量170g/HP/h）
  - 液体変速機：Voith製充排油式2段変速VOITH L520 r×1基
- 最高速度：100km/h
- 航続距離：600km
- ブレーキ装置：空気ブレーキ、手ブレーキ、コンバータブレーキ

## A.6461形

### 仕様
- A.6461形はAA.6451形の増備型としてローカル運用につくことも考慮して製造された気体であり、主な変更点は以下の通りとなっている。
  - 4両固定編成から運転室 と荷物室、機械室、1等室を配置した動力車とビュッフェ付2等車1両、2等室と運転室を配置した制御車の3両固定編成に変更。
  - 1等室の位置を制御車から動力車に変更するとともに、座席配置を2+2列の4人掛3列から2+1列の3人掛4列に変更。また、1等室の座席のモケットを茶色から青色に変更。

### 主要諸元
- 軌間：1000mm
- 動力方式：ディーゼルエンジンによる液体式
- 軸配置：Bo'2'+2'2'+2'2'
- 最大寸法：全幅2700mm、全高3950mm
- 軸距：2400mm（動台車、従台車とも）
- 車輪径：860mm（動輪、従輪とも）
- 自重：109t
- 最大軸重：12t
- 定員：1等座席12名、2等座席116名
- 走行装置
  - 主機：GANZ-MÁVAG製V型8気筒SEMT-Pielstick PA4-185×1基（定格出力：839kW/1500rpm、ボア185mm×ストローク210mm、排気量45.2l、圧縮比13.5、定格燃料消費量170g/HP/h）
  - 液体変速機：Voith製充排油式2段変速VOITH L520 r×1基
- 最高速度：100km/h
- 航続距離：600km
- ブレーキ装置：空気ブレーキ、手ブレーキ、コンバータブレーキ

## 運行
- AA.6451形は1976年に4編成がAA.91形10編成とともに導入され、その後1986年にA.6461形11編成が導入されており、なお、翌1987年にはAA.91形2編成が増備されている。本形式はギリシャ国鉄の1000mm軌間の路線で使用されていたが、主にペロポネソス半島方面の路線で使用されていた。これらの路線は、主にペロポネソス半島の沿岸部に1000mm軌間の鉄道を建設・運営していたピレウス・アテネ・ペロポネソス鉄道[8]によって建設と運行がなされていたがのちにギリシャ国鉄の路線となったものである。
- 本形式は老朽化により、1991年製の6501形や6521形に置き換えられるなどの形で順次廃車となり、AA.6451形が先に全機廃車となり、ローカル運用用に残ったA.6461形も2007年までに廃車となっている。